# Hashirama Senju

Hashirama Senju (火影, Litt:  Senju Hashirama) er en fiktiv karakter fra serien naruto.
Han var den 1. Hokage, grundlægger af Konoha, storebror til Tobimaru Senju (den 2. Hokage) og farfar til Tsunade (den 5. Hokage) og Nawaki.

## Baggrund
Hashirama var egentlig leder af Senju-klanen. Gennem de første krige blev han og Senju klanen rost, som værende én af de to stærkeste klaner i verden, mod rivalerne fra Uchiha-klanen. På grund af dette var Senju konstant i krig mod Uchiha-klanen og han selv imod Madara Uchiha forstået sådan, at når nogen hyrede Senju-klanen ville modstanderen hyre Uchiha-klanen og omvendt. Men efter som de blev trætte af konstant at kæmpe mod hinanden, trådte Hashimara med hans klan frem for at få våbenhvile med dem. Allieret med Madara og hans klan blev de sammen en nation af De Frem Shinobi Nationer og stiftede Konohagakure.
Da der skulle besluttes, hvem der skulle lede Konoha, valgte indbyggerne Hashirama frem for Madara til titlen som den første Hokage. Madara frygtede dog, at Hashirama ville undertrykke Uchiha-klanen, og forlod byen og udfordrede Hashiramas styre. Efter kampen troede man Madara blev dræbt og Valley of the End blev lavet. For at fejre kampens udfald, lavede man 2 statuer af Madara og Hashirama, der blev indgraveret klipperne omkring dalen
På et tidspunkt fik Hashirama kontrol over flere af de halede bæster, der senere blev tilbudt til de andre truende nationer som offergave og en hjælp til at udligne styrkerne imellem dem.
Mens han var Hokage, besejrede han bl.a. Kakuzu, der på daværende tidspunkt havde ordre til at dræbe Hashirama for Takigakure. Men da krigen stadig kørte på tænkte han på Konohas fremtid og han og hans lillebror, Tobirama Senju, den fremtidige Hokage, trænede den unge Hiruzen Sarutobi, der senere skulle blive den 3. Hokage. Men kort efter døde Hashirama i kamp og gav titlen videre som Hokage til Tobirama.
Efter Hashiramas død, eksperimenterede Orochimaru med Hashiramas DNA. Han efterstræbte Hashimaras unikke evner og gravede derfor hans krop op og implamenterede DNA'et i 60 spædbørn, håbende på, at en af dem ville kunne bruge evnen Wood Release. Kun Tenzou overlevede dette. Ud over de 60 spædbørn havde Danzo også implanteret noget af Hashiramas DNA i sig, så han kunne blive stærkere, men han fik aldrig rigtig kontrol over det.

## Personlighed
Hashimara vises som en meget rolig og klar person, der både tager sig af andre og har en stor loyalitet. Han så folk fra Konoha som hans egen familie og hans arv er rødderne i byen. Han vises også som en vis mand, der gav stor lærdom videre til Hiruzen. Det var ham, der først troede på, at alle Blad ninjaer skulle vise ægte loyalitet over for hinanden og at Kage'n skulle sætte sit liv på spil for sin by og være et eksempel for de andre.

## Del I

### Invasion af Konoha
Da Orochimaru kæmpede med Hiruzen, genskabte Orochimaru Hashirama og hans bror, Tobimara, med Impure World Resurrection til at kæmpe mod Hiruzen. Selvom Hashirama er klar over hvad der foregår og han skal kæmpe mod sin gamle elev, kan han ikke gøre andet, end det han bliver bedt om, da Orochimaru har sat et segl på ham mod hans frie vilje. Gennem kampen viser han stor evne til, at bruge teamwork og kombinere angreb med sin bror og det tvinger Hiruzen til at hidkalde Enma (en stor abe) til at assistere sig. Han viser også sin store evne til at bruge Wood Release, kombineret med taijutsu. Hans sjæl bliver dog beseglet af Hiruzen med Dead Demon Cosuming Seal sammen med sin bror og Orochimarus arme. Før deres sjæle fuldstændig er væk undskylder han og hans bror for de problemer de har forvoldt.

## Evner
Hashimara er anerkendt som den stærkeste ninja i sin tid, både af Madara Uchiha og flere af Konohas ninjaer. Han var en højt respekteret Shinobi, hvor Madara også siger, at der var ingen han så mere op til end ham. Han vidste hvordan man skulle lave en masse jutsu'er og kendte til de fleste han ikke selv kunne lave, som da han ser Orochimarus Impure World Resurrection.
Hans styrke og evner var så store, at de stadig berører Madara efter deres kamp i Valley of Ends – 60 år senere.

### Wood Release
Han var mest kendt for sin Wood Release jutsu, en Kekkei Genkai, der er en blanding af jord- og vand-chakra til at lave sit element. Ved at omdanne sin chakra til energi, var han i stand til at lave træer, og lade dem gro i hvilke som helst størrelse, manipulere med deres form til forskellige former og bruge dem i kamp som han ville. Det siges, at han brugte sin evne til at skabe alt landskabet omkring -, og byen Konoha. Denne teknik har tilsyneladende være unik for Hahirama selv, for ingen andre af hans slægtninge har vist denne evne. Selv Tenzou, med Hashiramas gener i sig, har slet ikke lige så store kræfter, når hans skal bruge Wood Release i rå form. Tenzou har vist store evner med standard vand- og jordteknik, så det er antaget, at Hashirama også kunne bruge disse.
Den evne Orochimaru priser ham højest for, at hans unikke evne til at kontrollere halede dæmoner. Af alle hans mærkværdige talenter, var det denne, der gjorde ham uovervindelig i Shinobi-verdenen. På et tidspunkt havde han så mange af dem, at han fordelte dem blandt de andre ninjabyer for at opretholde en stabil magtbalance mellem De 5 Riger.